# 赫伯鎮區 (阿肯色州克利本縣)
赫伯鎮區（英語：Heber Township）是位於美國阿肯色州克利本縣的一個行政鎮區。

## 地方資料
赫伯鎮區的面積為116.18平方千米，當中陸地面積為109.68平方千米，而水域面積為6.50平方千米。根據2010年美國人口普查的數據，當地共有人口9772人，而人口密度為每平方千米84.11人。